# Coupe du monde de patinage de vitesse 2017-2018
Navigation
Édition précédente Édition suivante
La coupe du monde de patinage de vitesse 2017 - 2018 est une compétition internationale qui se déroule durant la saison hivernale. La saison est rythmée par plusieurs épreuves selon les distances entre le 10 novembre 2017 à Heerenveen (Pays-Bas) et le 18 mars 2018 à Minsk (Biélorussie). La compétition est organisée par l'Union internationale de patinage.
Les différentes épreuves sont le 500 mètres, 1 000 mètres, 1 500 mètres, la longue distance 5 000/10 000 mètres, la poursuite par équipes et le mass start chez les hommes, chez les femmes les épreuves sont le 500 mètres, 1 000 mètres, 1 500 mètres, la longue distance 3 000/5 000/10 000 mètres, la poursuite par équipes, le sprint par équipes et le mass start.

## Calendrier

### Hommes
| Date                      | Lieu           | Épreuve               | Vainqueur                   | Second                      | Troisième                   |
| ------------------------- | -------------- | --------------------- | --------------------------- | --------------------------- | --------------------------- |
| 10 au 12 novembre 2017    | Heerenveen     | 500 m (1)             | Håvard Holmefjord Lorentzen | Pavel Kulizhnikov           | Ruslan Murashov             |
| 10 au 12 novembre 2017    | Heerenveen     | 500 m (2)             | Laurent Dubreuil            | Jan Smeekens                | Ronald Mulder               |
| 10 au 12 novembre 2017    | Heerenveen     | 1000 m                | Pavel Kulizhnikov           | Kai Verbij                  | Håvard Holmefjord Lorentzen |
| 10 au 12 novembre 2017    | Heerenveen     | 1500 m                | Denis Yuskov                | Vincent De Haître           | Thomas Krol                 |
| 10 au 12 novembre 2017    | Heerenveen     | 5000 m                | Sven Kramer                 | Ted-Jan Bloemen             | Sverre Lunde Pedersen       |
| 10 au 12 novembre 2017    | Heerenveen     | mass start            | Lee Seung-hoon              | Joey Mantia                 | Chung Jae-won               |
| 10 au 12 novembre 2017    | Heerenveen     | poursuite par équipes | Corée du Sud                | Norvège                     | Nouvelle-Zélande            |
| 10 au 12 novembre 2017    | Heerenveen     | sprint par équipes    | Canada                      | Norvège                     | Russie                      |
| 17 au 19 novembre 2017    | Stavanger      | 500 m (1)             | Håvard Holmefjord Lorentzen | Hein Otterspeer             | Artur Waś                   |
| 17 au 19 novembre 2017    | Stavanger      | 500 m (2)             | Ronald Mulder               | Daichi Yamanaka             | Hein Otterspeer             |
| 17 au 19 novembre 2017    | Stavanger      | 1000 m                | Håvard Holmefjord Lorentzen | Kai Verbij                  | Thomas Krol                 |
| 17 au 19 novembre 2017    | Stavanger      | 1500 m                | Sverre Lunde Pedersen       | Joey Mantia                 | Sindre Henriksen            |
| 17 au 19 novembre 2017    | Stavanger      | 10000 m               | Sven Kramer                 | Ted-Jan Bloemen             | Erik-Jan Kooiman            |
| 17 au 19 novembre 2017    | Stavanger      | sprint par équipes    | Canada                      | Norvège                     | États-Unis                  |
| 1 au 3 décembre 2017      | Calgary        | 500 m                 | Alex Boisvert-Lacroix       | Cha Min-kyu                 | Mika Poutala                |
| 1 au 3 décembre 2017      | Calgary        | 1000 m                | Kai Verbij                  | Kjeld Nuis                  | Håvard Holmefjord Lorentzen |
| 1 au 3 décembre 2017      | Calgary        | 1500 m                | Denis Yuskov                | Koen Verweij                | Kjeld Nuis                  |
| 1 au 3 décembre 2017      | Calgary        | 5000 m                | Sven Kramer                 | Ted-Jan Bloemen             | Patrick Beckert             |
| 1 au 3 décembre 2017      | Calgary        | mass Start            | Andrea Giovannini           | Reyon Kay                   | Wang Hongli                 |
| 1 au 3 décembre 2017      | Calgary        | poursuite par équipes | Pays-Bas                    | Japon                       | Norvège                     |
| 1 au 3 décembre 2017      | Calgary        | sprint par équipes    | Canada                      | Russie                      | Pays-Bas                    |
| 8 au 10 décembre 2017     | Salt Lake City | 500 m (1)             | Alex Boisvert-Lacroix       | Mika Poutala                | Ronald Mulder               |
| 8 au 10 décembre 2017     | Salt Lake City | 500 m (2)             | Ruslan Murashov             | Kai Verbij                  | Dai Dai Ntab                |
| 8 au 10 décembre 2017     | Salt Lake City | 1000 m                | Denis Yuskov                | Koen Verweij                | Pavel Kulizhnikov           |
| 8 au 10 décembre 2017     | Salt Lake City | 1500 m                | Denis Yuskov                | Koen Verweij                | Thomas Krol                 |
| 8 au 10 décembre 2017     | Salt Lake City | 5000 m                | Ted-Jan Bloemen             | Patrick Beckert             | Moritz Geisreiter           |
| 8 au 10 décembre 2017     | Salt Lake City | mass start            | Lee Seung-hoon              | Livio Wenger                | Bart Swings                 |
| 8 au 10 décembre 2017     | Salt Lake City | poursuite par équipes | Canada                      | Italie                      | Nouvelle-Zélande            |
| 19 au 21 janvier 2018     | Erfurt         | 500 m (1)             | Pavel Kulizhnikov           | Michel Mulder               | Artyom Kuznetsov            |
| 19 au 21 janvier 2018     | Erfurt         | 500 m (2)             | Håvard Holmefjord Lorentzen | Jan Smeekens                | Alex Boisvert-Lacroix       |
| 19 au 21 janvier 2018     | Erfurt         | 1000 m (1)            | Kjeld Nuis                  | Hein Otterspeer             | Mika Poutala                |
| 19 au 21 janvier 2018     | Erfurt         | 1000 m (2)            | Kjeld Nuis                  | Håvard Holmefjord Lorentzen | Denis Yuskov                |
| 19 au 21 janvier 2018     | Erfurt         | 1500 m                | Denis Yuskov                | Sverre Lunde Pedersen       | Marcel Bosker               |
| 19 au 21 janvier 2018     | Erfurt         | 5000 m                | Sverre Lunde Pedersen       | Nicola Tumolero             | Ted-Jan Bloemen             |
| Finale 17 au 18 mars 2018 | Minsk          | 500 m (1)             | Hein Otterspeer             | Jan Smeekens                | Ronald Mulder               |
| Finale 17 au 18 mars 2018 | Minsk          | 500 m (2)             | Jan Smeekens                | Dai Dai Ntab                | Hein Otterspeer             |
| Finale 17 au 18 mars 2018 | Minsk          | 1000 m                | Kjeld Nuis                  | Kai Verbij                  | Håvard Holmefjord Lorentzen |
| Finale 17 au 18 mars 2018 | Minsk          | 1500 m                | Sverre Lunde Pedersen       | Denis Yuskov                | Allan Dahl Johansson        |
| Finale 17 au 18 mars 2018 | Minsk          | 5000 m                | Sverre Lunde Pedersen       | Alexander Rumyantsev        | Marcel Bosker               |
| Finale 17 au 18 mars 2018 | Minsk          | mass start            | Simon Schouten              | Shota Nakamura              | Danila Semerikov            |
| Finale 17 au 18 mars 2018 | Minsk          | poursuite par équipes | Norvège                     | Italie                      | Japon                       |
| Finale 17 au 18 mars 2018 | Minsk          | sprint par équipes    | Norvège                     | Pologne                     | Russie                      |

### Femmes
| Date                      | Lieu           | Épreuve               | Vainqueur              | Second              | Troisième              |
| ------------------------- | -------------- | --------------------- | ---------------------- | ------------------- | ---------------------- |
| 10 au 12 novembre 2017    | Heerenveen     | 500 m (1)             | Nao Kodaira            | Lee Sang-hwa        | Angelina Golikova      |
| 10 au 12 novembre 2017    | Heerenveen     | 500 m (2)             | Nao Kodaira            | Lee Sang-hwa        | Arisa Go               |
| 10 au 12 novembre 2017    | Heerenveen     | 1000 m                | Nao Kodaira            | Miho Takagi         | Jorien ter Mors        |
| 10 au 12 novembre 2017    | Heerenveen     | 1500 m                | Miho Takagi            | Jorien ter Mors     | Lotte van Beek         |
| 10 au 12 novembre 2017    | Heerenveen     | 3000 m                | Antoinette de Jong     | Natalia Voronina    | Ivanie Blondin         |
| 10 au 12 novembre 2017    | Heerenveen     | mass start            | Ayano Sato             | Ivanie Blondin      | Francesca Lollobrigida |
| 10 au 12 novembre 2017    | Heerenveen     | poursuite par équipes | Japon                  | Pays-Bas            | Canada                 |
| 10 au 12 novembre 2017    | Heerenveen     | sprint par équipes    | Russie                 | Norvège             | Corée du Sud           |
| 17 au 19 novembre 2017    | Stavanger      | 500 m (1)             | Nao Kodaira            | Marsha Hudey        | Vanessa Herzog         |
| 17 au 19 novembre 2017    | Stavanger      | 500 m (2)             | Nao Kodaira            | Angelina Golikova   | Lee Sang-hwa           |
| 17 au 19 novembre 2017    | Stavanger      | 1000 m                | Nao Kodaira            | Miho Takagi         | Heather Bergsma        |
| 17 au 19 novembre 2017    | Stavanger      | 1500 m                | Miho Takagi            | Heather Bergsma     | Lotte van Beek         |
| 17 au 19 novembre 2017    | Stavanger      | 5000 m                | Claudia Pechstein      | Ivanie Blondin      | Martina Sáblíková      |
| 17 au 19 novembre 2017    | Stavanger      | sprint par équipes    | Corée du Sud           | Norvège             | Canada                 |
| 1 au 3 décembre 2017      | Calgary        | 500 m                 | Nao Kodaira            | Lee Sang-hwa        | Arisa Go               |
| 1 au 3 décembre 2017      | Calgary        | 1000 m                | Heather Bergsma        | Yekaterina Shikhova | Marrit Leenstra        |
| 1 au 3 décembre 2017      | Calgary        | 1500 m                | Miho Takagi            | Marrit Leenstra     | Yekaterina Shikhova    |
| 1 au 3 décembre 2017      | Calgary        | 3000 m                | Miho Takagi            | Antoinette de Jong  | Ireen Wüst             |
| 1 au 3 décembre 2017      | Calgary        | mass Start            | Claudia Pechstein      | Elena Møller Rigas  | Nana Takagi            |
| 1 au 3 décembre 2017      | Calgary        | poursuite par équipes | Japon                  | Allemagne           | Canada                 |
| 1 au 3 décembre 2017      | Calgary        | sprint par équipes    | Russie                 | Norvège             | Chine                  |
| 8 au 10 décembre 2017     | Salt Lake City | 500 m (1)             | Nao Kodaira            | Lee Sang-hwa        | Arisa Go               |
| 8 au 10 décembre 2017     | Salt Lake City | 500 m (2)             | Nao Kodaira            | Lee Sang-hwa        | Arisa Go               |
| 8 au 10 décembre 2017     | Salt Lake City | 1000 m                | Nao Kodaira            | Miho Takagi         | Yekaterina Shikhova    |
| 8 au 10 décembre 2017     | Salt Lake City | 1500 m                | Miho Takagi            | Marrit Leenstra     | Yekaterina Shikhova    |
| 8 au 10 décembre 2017     | Salt Lake City | 3000 m                | Natalia Voronina       | Martina Sáblíková   | Claudia Pechstein      |
| 8 au 10 décembre 2017     | Salt Lake City | mass start            | Francesca Lollobrigida | Guo Dan             | Kim Bo-reum            |
| 8 au 10 décembre 2017     | Salt Lake City | poursuite par équipes | Japon                  | Pays-Bas            | Allemagne              |
| 19 au 21 janvier 2018     | Erfurt         | 500 m (1)             | Karolina Erbanova      | Vanessa Herzog      | Angelina Golikova      |
| 19 au 21 janvier 2018     | Erfurt         | 500 m (2)             | Vanessa Herzog         | Karolina Erbanova   | Olga Fatkulina         |
| 19 au 21 janvier 2018     | Erfurt         | 1000 m (1)            | Jorien ter Mors        | Marrit Leenstra     | Yekaterina Shikhova    |
| 19 au 21 janvier 2018     | Erfurt         | 1000 m (2)            | Vanessa Herzog         | Hege Bøkko          | Yekaterina Shikhova    |
| 19 au 21 janvier 2018     | Erfurt         | 1500 m                | Ireen Wüst             | Marrit Leenstra     | Ida Njåtun             |
| 19 au 21 janvier 2018     | Erfurt         | 3000 m                | Ivanie Blondin         | Antoinette de Jong  | Martina Sáblíková      |
| Finale 17 au 18 mars 2018 | Minsk          | 500 m (1)             | Karolina Erbanova      | Vanessa Herzog      | Angelina Golikova      |
| Finale 17 au 18 mars 2018 | Minsk          | 500 m (2)             | Angelina Golikova      | Vanessa Herzog      | Olga Fatkulina         |
| Finale 17 au 18 mars 2018 | Minsk          | 1000 m                | Marrit Leenstra        | Hege Bøkko          | Yekaterina Shikhova    |
| Finale 17 au 18 mars 2018 | Minsk          | 1500 m                | Miho Takagi            | Marrit Leenstra     | Lotte van Beek         |
| Finale 17 au 18 mars 2018 | Minsk          | 3000 m                | Antoinette de Jong     | Marina Zueva        | Ivanie Blondin         |
| Finale 17 au 18 mars 2018 | Minsk          | mass start            | Ayano Sato             | Ivanie Blondin      | Francesca Lollobrigida |
| Finale 17 au 18 mars 2018 | Minsk          | poursuite par équipes | Japon                  | Pays-Bas            | Allemagne              |
| Finale 17 au 18 mars 2018 | Minsk          | sprint par équipes    | Russie                 | Pays-Bas            | Norvège                |

## Classement général
| Rang | Nom                         | Points |
| ---- | --------------------------- | ------ |
| 1    | Håvard Holmefjord Lorentzen | 734    |
| 2    | Denis Yuskov                | 715    |
| 3    | Sverre Lunde Pedersen       | 700    |
| 4    | Kai Verbij                  | 613    |
| 5    | Ted-Jan Bloemen             | 486    |
| 6    | Kjeld Nuis                  | 460    |
| 7    | Thomas Krol                 | 451    |
| 8    | Koen Verweij                | 360    |
| 9    | Joey Mantia                 | 330    |
| 10   | Sven Kramer                 | 300    |

| Rang | Nom                 | Points |
| ---- | ------------------- | ------ |
| 1    | Miho Takagi         | 1040   |
| 2    | Marrit Leenstra     | 770    |
| 3    | Nao Kodaira         | 700    |
| 4    | Ivanie Blondin      | 614    |
| 5    | Yekaterina Shikhova | 574    |
| 6    | Vanessa Herzog      | 550    |
| 7    | Antoinette de Jong  | 536    |
| 8    | Karolina Erbanova   | 435    |
| 9    | Claudia Pechstein   | 396    |
| 10   | Martina Sáblíková   | 350    |

## Classements de chaque discipline

### 500 m
| Rang | Nom                         | Points |
| ---- | --------------------------- | ------ |
| 1    | Håvard Holmefjord Lorentzen | 716    |
| 2    | Hein Otterspeer             | 568    |
| 3    | Ronald Mulder               | 556    |
| 4    | Jan Smeekens                | 511    |
| 5    | Mika Poutala                | 501    |

| Rang | Nom               | Points |
| ---- | ----------------- | ------ |
| 1    | Vanessa Herzog    | 795    |
| 2    | Karolina Erbanova | 786    |
| 3    | Angelina Golikova | 709    |
| 4    | Nao Kodaira       | 700    |
| 5    | Olga Fatkulina    | 563    |

### 1000 m
| Rang | Nom                         | Points |
| ---- | --------------------------- | ------ |
| 1    | Kjeld Nuis                  | 530    |
| 2    | Håvard Holmefjord Lorentzen | 516    |
| 3    | Kai Verbij                  | 440    |
| 4    | Denis Yuskov                | 338    |
| 5    | Thomas Krol                 | 337    |

| Rang | Nom                 | Points |
| ---- | ------------------- | ------ |
| 1    | Yekaterina Shikhova | 795    |
| 2    | Marrit Leenstra     | 786    |
| 3    | Hege Bøkko          | 709    |
| 4    | Miho Takagi         | 700    |
| 5    | Vanessa Herzog      | 563    |

### 1500 m
| Rang | Nom                   | Points |
| ---- | --------------------- | ------ |
| 1    | Denis Yuskov          | 520    |
| 2    | Sverre Lunde Pedersen | 385    |
| 3    | Thomas Krol           | 320    |
| 4    | Koen Verweij          | 312    |
| 5    | Allan Dahl Johansson  | 308    |

| Rang | Nom                 | Points |
| ---- | ------------------- | ------ |
| 1    | Miho Takagi         | 550    |
| 2    | Marrit Leenstra     | 390    |
| 3    | Yekaterina Shikhova | 281    |
| 4    | Lotte van Beek      | 264    |
| 5    | Ida Njåtun          | 260    |

### Longue distance
| Rang | Nom                   | Points |
| ---- | --------------------- | ------ |
| 1    | Ted-Jan Bloemen       | 486    |
| 2    | Sverre Lunde Pedersen | 445    |
| 3    | Sven Kramer           | 300    |
| 4    | Nicola Tumolero       | 280    |
| 5    | Alexander Rumyantsev  | 279    |

| Rang | Nom                | Points |
| ---- | ------------------ | ------ |
| 1    | Antoinette de Jong | 445    |
| 2    | Ivanie Blondin     | 439    |
| 3    | Natalia Voronina   | 391    |
| 4    | Martina Sáblíková  | 320    |
| 5    | Claudia Pechstein  | 306    |

### Mass start
| Rang | Nom               | Points |
| ---- | ----------------- | ------ |
| 1    | Bart Swings       | 234    |
| 2    | Andrea Giovannini | 226    |
| 3    | Lee Seung-hoon    | 218    |
| 4    | Simon Schouten    | 200    |
| 5    | Livio Wenger      | 175    |

| Rang | Nom                    | Points |
| ---- | ---------------------- | ------ |
| 1    | Francesca Lollobrigida | 324    |
| 2    | Ayano Sato             | 290    |
| 3    | Ivanie Blondin         | 257    |
| 4    | Claudia Pechstein      | 228    |
| 5    | Francesca Bettrone     | 204    |

### Poursuite par équipes
| Rang | Nom              | Points |
| ---- | ---------------- | ------ |
| 1    | Norvège          | 345    |
| 2    | Italie           | 305    |
| 3    | Japon            | 284    |
| 4    | Nouvelle-Zélande | 190    |
| 5    | Corée du Sud     | 180    |

| Rang | Nom       | Points |
| ---- | --------- | ------ |
| 1    | Japon     | 450    |
| 2    | Allemagne | 299    |
| 3    | Pays-Bas  | 280    |
| 4    | Canada    | 190    |
| 5    | Chine     | 155    |

### Sprint par équipes
| Rang | Nom     | Points |
| ---- | ------- | ------ |
| 1    | Norvège | 370    |
| 2    | Russie  | 314    |
| 3    | Canada  | 300    |
| 4    | Pologne | 220    |
| 5    | Chine   | 115    |

| Rang | Nom          | Points |
| ---- | ------------ | ------ |
| 1    | Russie       | 350    |
| 2    | Norvège      | 344    |
| 3    | Pays-Bas     | 230    |
| 4    | Corée du Sud | 170    |
| 5    | Chine        | 130    |